# Rhêmes-Saint-Georges
Rhêmes-Saint-Georges é uma comuna italiana da região do Vale de Aosta com cerca de 195 habitantes. Estende-se por uma área de 36 km², tendo uma densidade populacional de 5 hab/km². Faz fronteira com Arvier, Introd, Rhêmes-Notre-Dame, Valgrisenche, Valsavarenche.

## Demografia
| Variação demográfica do município entre 1861 e 2011                               |
|                                                                                   |
| Fonte: Istituto Nazionale di Statistica (ISTAT) - Elaboração gráfica da Wikipedia |